# Cinosura (mitologia)
Nella mitologia greca,  Cinosura  (dal greco "coda di cane") era il nome di una  ninfa che viveva a Creta.

## Il mito
Secondo il mito, Cinosura, assieme alla sua compagna Elice, è stata una delle nutrici di Zeus. Il padre di Zeus, Crono, aveva deciso di divorare tutti i suoi figli poiché un oracolo gli aveva predetto la morte per mano di uno di essi. Solo Zeus non fu divorato dal padre, grazie anche all'aiuto di Cinosura. Per vendicarsi dell'affronto subito, Crono cercò di catturare le due ninfe; ma Zeus lo impedì trasformando Cinosura, in un tentativo estremo di salvarle la vita, in una costellazione. 
Prima della sua scomparsa, Cinosura diede il proprio nome ad una località dell'isola in cui viveva.

### Fonti
- Igino, Fabulae 2247

### Moderna
- Luisa Biondetti, Dizionario di mitologia classica, Milano, Baldini&Castoldi, 1997, ISBN 978-88-8089-300-4.
- Pierre Grimal, Enciclopedia della mitologia 2ª edizione, Brescia, Garzanti, 2005, ISBN 88-11-50482-1. Traduzione di Pier Antonio Borgheggiani